# NGC 6885
NGC 6885 (také známá jako Caldwell 37) je velmi rozptýlená otevřená hvězdokupa vzdálená 1 950 světelných let v souhvězdí Lištičky o hodnotě magnitudy 8,1. Její poloha, která je souhlasná s hvězdokupou NGC 6882, způsobila v minulosti mnoho nejasností.

## Pozorování

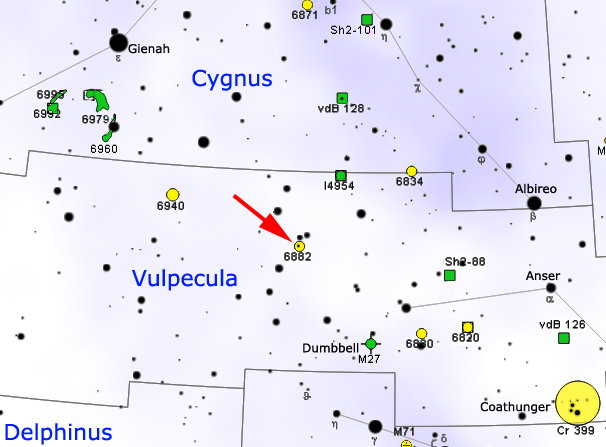
Poloha NGC 6885 v souhvězdí Lištičky.

Na obloze se nachází v severní části souhvězdí, 5° severovýchodně od mlhoviny Činka a obklopuje pouhým okem viditelnou hvězdu spektrálního typu B s názvem 20 Vulpeculae a magnitudou 5,9. 3,5 stupně severozápadně se nachází mlhovina IC 4954 (Roslund 4) a 5° severovýchodně otevřená hvězdokupa NGC 6940. 
V triedru hvězdokupa vypadá jako neurčité zhuštění severozápadně od hlavní hvězdy, ale nejsou vidět žádné podrobnosti. Dalekohledem o průměru 200 mm je možné při základním zvětšení pozorovat několik desítek slabých hvězd do magnitudy 13, které jsou velmi rozptýlené s pouze slabým náznakem zhuštění, přičemž je tato oblast oblohy bohatá na hvězdná pole.
Tato hvězdokupa může být pozorována z obou polokoulí Země, i když je její střední severní deklinace poněkud výhodnější pro pozorovatele na severní polokouli. V severních oblastech během léta vystupuje vysoko na oblohu, zatímco na jižní polokouli vždy zůstává velmi nízko nad obzorem. Přesto je pozorovatelná ze všech obydlených oblastí Země. Nejvhodnější období pro její pozorování na večerní obloze je od června do listopadu.

## Historie pozorování a záhada NGC6882
NGC 6885 se na mapách často označuje jako objekt překrývající mnohem větší NGC 6882 a zhuštěný kolem hvězdy 20 Vulpeculae. V místě, kde je obtížné nalézt jednu hvězdokupu, je ale ještě těžší rozeznat dvě hvězdokupy.
Hvězdokupu zapsal do svého katalogu William Herschel 9. září 1784 a popsal ji jako rozptýlenou a nepříliš bohatou hvězdokupu; tento popis ovšem nesouhlasí se záznamem v New General Catalogue, kde je označená jako velmi rozsáhlá, bohatá a jasná, s hvězdami v rozsahu magnitud 6 až 11. Takový popis je zaznamenán i v jeho předchůdci General Catalogue of Nebulae and Clusters Johna Herschela, Williamova syna, který se pravděpodobně vzdálil od popisu svého otce a popsal raději svoje vlastní pozorování. William Herschel v této oblasti pozoroval ve skutečnosti dvě hvězdokupy, označované jako NGC 6882 a NGC 6885; první popsal jako umístěnou východojihovýchodně od hvězdy 18 Vulpeculae, mírně na jih od hvězdy 19 Vulpeculae (kde se ovšem nenachází žádná hvězdokupa), ovšem druhou popsal podobně, což vedlo některé vědce k domněnce, že se jedná o tentýž objekt.
V příručce Webb Society Deep-Sky Observer's Handbook se nachází poznámka, že NGC 6885 překrývá mnohem větší NGC 6882. Robert Julius Trumpler, jeden z největších znalců otevřených hvězdokup na začátku 20. století, situaci obrátil a poznamenal, že NGC 6882 je malá hvězdokupa severovýchodně od 20 Vulpeculae a NGC 6885 je velká hvězdokupa kolem této hvězdy. Další velký vědec z této doby, Per Collinder, zaměnil rozměry těchto dvou hvězdokup ve svém katalogu a označil je čísly 416 a 417.
V přepracovaném vydání New General Catalogue, vydaném na konci 20. století, se oba objekty považují za totožné.

## Vlastnosti
NGC 6885 vypadá jako hvězdokupa s velmi rozptýlenými hvězdami, které tvoří slabé zhuštění zejména severozápadně od hvězdy 20 Vulpeculae, která se nachází v popředí a ve skutečnosti do hvězdokupy nepatří. Vzdálenost hvězdokupy se odhaduje na 600 parseků (1 950 světelných let), leží tedy na vnitřním okraji ramena Orionu, nedaleko od soustavy mlhovin Velké trhliny v Labuti. Některé odhady uvádějí větší vzdálenost, navíc navrhují rozlišovat NGC 6882 od NGC 6885, která by mohla být součástí OB asociace.
Podle odhadovaného stáří hvězdokupy, které je 1,4 miliardy let, jsou hvězdy viditelné v této hvězdokupě značně staré. O této oblasti se běžně uvádí, že hostí dvě proměnné hvězdy typu Delta Scuti, označované jako V381 Vulpeculae a V382 Vulpeculae; později bylo zjištěno, že první z nich opravdu patří do této třídy, i když má nadprůměrně dlouhou periodu, a patří do skupiny hvězd ve vzdálenosti 450 parseků, zatímco druhá je ve skutečnosti hvězda typu Beta Cephei a nachází se ve vzdálenosti 1 200 parseků, spolu s dalšími hvězdami, které zjevně nepatří do této hvězdokupy, protože se nachází ve dvojnásobné vzdálenosti.